# 小行星13928
小行星13928（13928 Aaronrogers）是一颗绕太阳运转的小行星，为主小行星带小行星。该小行星于1987年10月26日发现。

## 轨道参数
小行星13928的轨道半长轴为2.3317314 UA，离心率为0.2415793。